# Frank Lamm
Frank Lamm (* 9. November 1979 in Bad Arolsen) ist ein deutscher Kameramann.

## Leben
Frank Lamm wurde in Arolsen geboren und wuchs in Korbach auf, wo er 1999 sein Abitur an der Alten Landesschule Korbach ablegte. Anschließend arbeitete er als Fotoassistent, bevor er Mediendesign an der Fachhochschule Mainz und anschließend ab 2002 Bildgestaltung an der Filmakademie Baden-Württemberg studierte. 2008 schloss er mit seiner Kameraarbeit mit dem von Christian Schwochow inszenierten Drama Novemberkind sein Studium ab.
Für seine Arbeit an Christian Schwochows Spielfilmen Paula (2016) und Deutschstunde (2019) wurde er jeweils für den Deutschen Filmpreis nominiert. Für den letztgenannten Film gewann er den Bayerischen Filmpreis.

## Filmografie (Auswahl)
- 2005: Hastig werden wir leiser
- 2006: Marta und der fliegende Großvater
- 2007: Alice im Niemandsland
- 2008: Novemberkind
- 2009: Kleine Hexe Lily (Kamera für Außenaufnahmen in Indien)
- 2009: Ein Sommer in Long Island
- 2011: Die Unsichtbare
- 2011: Jetzt sind wir dran
- 2011: Jonas – Stell dir vor, es ist Schule und du musst wieder hin!
- 2011: Tatort: Mauerpark
- 2012: Der Turm
- 2013: Westen
- 2014: Ein Sommer in Amsterdam
- 2014: Bornholmer Straße
- 2015: Tatort: Borowski und der Himmel über Kiel
- 2016: Die Pfeiler der Macht
- 2016: Die Täter – Heute ist nicht alle Tage
- 2016: Paula
- 2017: Jugend ohne Gott
- 2018: Bad Banks
- 2019: Deutschstunde
- 2019: Auerhaus
- 2019, 2022: The Crown (Fernsehserie, 4 Folgen)
- 2021: Je suis Karl
- 2021: München – Im Angesicht des Krieges (Munich: The Edge of War)
- 2024: Constellation (Miniserie)
- 2024: Mary & George (Miniserie, 2 Folgen)

## Auszeichnungen
- 2016: Bayerischer Filmpreis in der Kategorie Bildgestaltung für Jugend ohne Gott
- 2017: Deutschen Fernsehpreis in der Kategorie Beste Kamera für Die Täter – Heute ist nicht alle Tage (ARD/SWR/MDR)
- 2019: Preis des Saarländischen Rundfunks beim Günter Rohrbach Filmpreis für die Kamera im Film Deutschstunde
- 2019: Bayerischer Filmpreis in der Kategorie  Bildgestaltung für Deutschstunde